# Židovský hřbitov v Hustopečích
Židovský hřbitov v Hustopečích se rozkládá na jihozápadě města Hustopeče, v dnešní ulici Svatopluka Čecha, asi 800 m směrem na jihozápad od hlavního náměstí (Dukelské). V roce 1886 jej (včetně obřadní síně) založila zdejší židovský náboženský spolek. Tehdy měl rozlohu 1298 m2.
Po záboru Sudet bylo na základě nařízení pro sudetoněmecké oblasti z 22. října 1938 vlastnictví hřbitova zapsáno na Aufbaufonds-Vermögensverwaltungsgesellschaft Wien, o rok později na městskou obec Hustopeče. Poslední pohřeb se zde konal v dubnu 1946. V dubnu 1949 bylo vlastnické právo zapsáno na Židovskou náboženskou obec Brno. Poté hřbitov celá desetiletí chátral a stával se také častým cílem vandalů, kteří zde mimo jiné převraceli a pohazovali náhrobky po celém areálu.
Místní národní výbor spolu s okresním národním výborem se proto rozhodly hřbitov asanovat, k čemuž došlo na přelomu 70. a 80. let 20. století.
Roku 2013 se zničený hřbitov dočkal rekonstrukce a alespoň částečného obnovení. Slavnostní otevření proběhlo 8. října téhož roku. Došlo k rekonstrukci dochovaného úseku obvodové zdi a vstupní brány, byl zbudován památník věnovaný židovským obyvatelům Hustopečí a instalována pamětní deska věnovaná odkazu zdejšího rabína Isidora Böcka, kterou společně odkryla jeho vnoučata Judith Leiferová a Šmu'el Loeb.

## Osud židovské obce
Hustopečská židovská komunita přestala fakticky existovat v roce 1940. Zrušení zdejší židovské obce nacisty a následná smrt jejího jediného rabína v  terezínském koncentračním táboře znamenal i její definitivní zánik. Většina zdejších Židů se během okupace stala obětí holokaustu, a tak nebyla zdejší židovská obec po válce obnovena.